# Karol Struski
Karol Struski (18 gennaio 2001) è un calciatore polacco, centrocampista dell'Arīs Limassol.

## Carriera

### Club
Cresciuto nel settore giovanile dello Jagiellonia, esordisce in prima squadra il 3 marzo 2020, disputando l'incontro di Ekstraklasa vinto per 1-2 contro il Pogoń Stettino.

### Nazionale
Nel 2021 ha esordito con la nazionale polacca Under-20.
Nel novembre 2023 viene convocato per la prima volta in nazionale maggiore, con cui esordisce il 21 del mese stesso nel successo per 2-0 in amichevole contro la Lettonia.

## Statistiche

### Presenze e reti nei club
Statistiche aggiornate al 24 aprile 2022.
| Stagione        | Squadra         | Campionato      | Campionato | Campionato | Coppe nazionali | Coppe nazionali | Coppe nazionali | Coppe continentali | Coppe continentali | Coppe continentali | Altre coppe | Altre coppe | Altre coppe | Totale | Totale |
| Stagione        | Squadra         | Comp            | Pres       | Reti       | Comp            | Pres            | Reti            | Comp               | Pres               | Reti               | Comp        | Pres        | Reti        | Pres   | Reti   |
| --------------- | --------------- | --------------- | ---------- | ---------- | --------------- | --------------- | --------------- | ------------------ | ------------------ | ------------------ | ----------- | ----------- | ----------- | ------ | ------ |
| mar.-mag. 2020  | Jagiellonia     | EK              | 2          | 0          | CP              | -               | -               |                    | -                  | -                  |             | -           | -           | 2      | 0      |
| 2020-2021       | Górnik Łęczna   | 1L              | 27         | 1          | CP              | 2               | 0               |                    | -                  | -                  |             | -           | -           | 29     | 1      |
| 2021-2022       | Jagiellonia     | EK              | 24         | 1          | CP              | 1               | 0               |                    | -                  | -                  |             | -           | -           | 25     | 1      |
| Totale carriera | Totale carriera | Totale carriera | 53         | 2          |                 | 3               | 0               |                    | -                  | -                  |             | -           | -           | 56     | 2      |

## Palmarès

### Club

#### Competizioni nazionali
- Campionato cipriota: 1

Arīs Limassol: 2022-2023
- Supercoppa di Cipro: 1

Arīs Limassol: 2023